# Арктический инвестиционный протокол
Арктический инвестиционный протокол (АИП) — свод рекомендаций и стандартов для компаний и корпораций, которые ведут инвестиционную деятельность в арктическом регионе. Протокол основан на ESG-критериях и на принципах ответственного инвестирования ООН создан для стимулирования устойчивого экономического развития в Арктике. В его создании принимали представители коренных народов, государственного и частного сектора, а также научных сообществ. АИП не имеет обязательной юридической силы, и является примером «мягкого права».

## История создания
Арктический инвестиционный протокол был опубликован в 2015 году. Его разрабатал совет по глобальной повестке в Арктике в рамках Всемирного экономического форума в Давосе, Швейцария. После этого Всемирным экономический форумом передал протокол  Арктическому экономическому совету (АЭС) в 2017 годy.  АИП стал международным инструментом для ответственного экономического развития арктических территорий. В 2016 г одним из первых подписантов протоколом является инвестиционная компания Guggenheim Partners. В 2021 г. Арктический экономический совет и Конференция Арктических парламентариев подписали меморандум о взаимопонимании, целью которого стало продвижение Арктического инвестиционного протокола.

## Принципы
Протокол включает в себя шесть принципов, которые должны быть в основе принятия инвестиционного решения в отношении того или иного проекта  в  Арктическом регионе:
1. Укрепление жизнестойкости городов и населенных пунктов через экономическое развитие
2. Уважение и включение местного и коренного населения в процесс принятия решений
3. Защита окружающей среды Арктики
4. Применение ответственных и транспарентных бизнес-моделей
5. Консультации с научным сообществом и использование традиционных знаний коренного населения
6. Укрепление пан-Арктического сотрудничества и обмен накопленным опытом